# (118) Péitho
(118) Péitho, internationalement (118) Peitho, est un astéroïde de la ceinture principale découvert par Robert Luther le 15 mars 1872. Il doit son nom à Péitho, déesse grecque de la persuasion.

## Compléments